# Gèneres de punt la Torre
Gèneres de punt la Torre és un establiment comercial situat a la Ronda de Sant Antoni cantonada amb la Plaça de la Universitat de Barcelona, catalogat com a establiment de gran interès (categoria E1).

## Descripció
La botiga ocupa un local de cantonada de l'edifici, amb quatre obertures a la Ronda de Sant Antoni i una a la plaça de la Universitat.
L'exterior presenta una estructura de fusta aplacada amb sòcol petri i estructura de fusta amb plafons, aparadors i 3 portes d'accés amb porta reculada i aparadors laterals; i actua com a llinda del conjunt una doble franja horitzontal amb la superior que sobresurt, sobre mènsules. Els aparadors es tanquen per l'interior amb vidres gravats a l'àcid
L'interior presenta, revestint tot el perímetre, un conjunt de prestatgeries de fusta pintada. També es conserva la caixa, de tipus taquilla, i dos taulells llargs, un dels quals s'utilitza com a despatx.

## Història
L'establiment, especialitzat en roba interior (masculina, femenina i per a nens),
fou inaugurat l'any 1900 per Daniel Carreras i Jubert.